# Anchorage International Film Festival
O Anchorage International Film Festival (AIFF) é o maior festival de cinema do Alasca. Foi fundado em 2001. É realizado anualmente em Anchorage.